# Fed Cup 2011 – baráž 3. skupiny zóny Evropy a Afriky
Baráž 3. skupiny zóny Evropy a Afriky ve Fed Cupu 2011 představovala nakonec pouze dvě vzájemná utkání týmů z bloků A a B. První z bloku A sehrál zápas s druhým z bloku B a naopak. Vítězové těchto utkání postoupili do 2. skupiny zóny Evropy a Afriky pro rok 2012. Družstva, která se v blocích umístila na třetím a čtvrtém místě, se měla utkat o konečné 5. až 8. místo. K zápasům však již nenastoupila a obsadila tak dělené pozice 3. skupiny. 
Hrálo se 7. května 2011 v areálu oddílu Smash Tennis Academy egyptského hlavního města Káhiry venku na antukových dvorcích. 

## Pořadí týmů
| Poř. | Blok A       | Blok B    |
| ---- | ------------ | --------- |
| 1.   | Jižní Afrika | Tunisko   |
| 2.   | Černá Hora   | Egypt     |
| 3.   | Litva        | Norsko    |
| 4.   | Alžírsko     | Irsko     |
| 5.   | —            | Moldavsko |

## Zápasy o postup
První týmy bloků se utkaly s druhými z opačného bloku. Vítězové postoupili do 2. skupiny zóny Evropy a Afriky pro rok 2012.

### Jihoafrická republika vs. Egypt
| | Jihoafrická republika | 3 :                                                                           | 0   | Egypt |          |  |
| --- | --------------------- | ----------------------------------------------------------------------------- | --- | ----- | -------- |  |
| Smash Tennis Academy, Káhira, Egypt 7. května 2011 antuka (venku) |                       |                                                                               |     |       |          |  |
| \| \| \| \| 1. \| 2. \| 3. \| \| \| -- \| \| ----------------------------------------------------------------------------- \| --- \| --- \| -------- \| \| \| 1. \| \| Natalie Grandinová Majar Šarífová \| 6 1 \| 6 1 \| \| \| \| 2. \| \| Chanel Simmondsová Magy Azizová \| 6 2 \| 6 1 \| \| \| \| 3. \| \| Natasha Fourouclasová / Madrie Le Rouxová Menna El Kamashová / Majar Šarífová \| 5 7 \| 6 4 \| [10] [6] \| \| \| \| \| \| \| \| \| \| \| \| \| \| \| \| \| \| \| \| \| \| \| \| \| \| \| \| \| \| \| \| \| \| \| \| \| \| \| \| \| \| |                       |                                                                               |     |       |          |  |
| |                       |                                                                               | 1.  | 2.    | 3.       |  |
| 1. |                       | Natalie Grandinová Majar Šarífová                                             | 6 1 | 6 1   |          |  |
| 2. |                       | Chanel Simmondsová Magy Azizová                                               | 6 2 | 6 1   |          |  |
| 3. |                       | Natasha Fourouclasová / Madrie Le Rouxová Menna El Kamashová / Majar Šarífová | 5 7 | 6 4   | [10] [6] |  |
| |                       |                                                                               |     |       |          |  |
| |                       |                                                                               |     |       |          |  |
| |                       |                                                                               |     |       |          |  |
| |                       |                                                                               |     |       |          |  |
| |                       |                                                                               |     |       |          |  |

### Tunisko vs. Černá Hora
| | Tunisko | 0 :                                                                 | 2   | Černá Hora |     |            |
| --- | ------- | ------------------------------------------------------------------- | --- | ---------- | --- | ---------- |
| Smash Tennis Academy, Káhira, Egypt 7. května 2011 antuka (venku) |         |                                                                     |     |            |     |            |
| \| \| \| \| 1. \| 2. \| 3. \| \| \| -- \| \| ------------------------------------------------------------------- \| --- \| --- \| --- \| ---------- \| \| 1. \| \| Nour Abbesová Danica Krstajićová \| 6 4 \| 5 7 \| 4 6 \| \| \| 2. \| \| Ons Džabúrová Danka Kovinićová \| 3 6 \| 2 6 \| \| \| \| 3. \| \| Nour Abbesová / Ons Džabúrová Danka Kovinićová / Danica Krstajićová \| \| \| \| nehrálo se \| \| \| \| \| \| \| \| \| \| \| \| \| \| \| \| \| \| \| \| \| \| \| \| \| \| \| \| \| \| \| \| \| \| \| \| \| \| \| \| \| |         |                                                                     |     |            |     |            |
| |         |                                                                     | 1.  | 2.         | 3.  |            |
| 1. |         | Nour Abbesová Danica Krstajićová                                    | 6 4 | 5 7        | 4 6 |            |
| 2. |         | Ons Džabúrová Danka Kovinićová                                      | 3 6 | 2 6        |     |            |
| 3. |         | Nour Abbesová / Ons Džabúrová Danka Kovinićová / Danica Krstajićová |     |            |     | nehrálo se |
| |         |                                                                     |     |            |     |            |
| |         |                                                                     |     |            |     |            |
| |         |                                                                     |     |            |     |            |
| |         |                                                                     |     |            |     |            |
| |         |                                                                     |     |            |     |            |

## Konečné pořadí
| Pořadí   | Tým          |
| -------- | ------------ |
| Postup   | Jižní Afrika |
| Postup   | Černá Hora   |
| 3. místo | Egypt        |
| 3. místo | Tunisko      |
| 5. místo | Litva        |
| 5. místo | Norsko       |
| 7. místo | Alžírsko     |
| 7. místo | Irsko        |
| 9. místo | Moldavsko    |

- Jihoafrická republika a Černá Hora postoupily do 2. skupiny zóny Evropy a Afriky pro rok 2012.